# Allen Drury
Allen Stuart Drury (* 2. September 1918 in Houston, Texas; † 2. September 1998 in Tiburon, Kalifornien) war ein US-amerikanischer Journalist und Schriftsteller, der 1960 für seinen Debütroman Advise and Consent den Pulitzer-Preis für Romane gewann.

## Biografie
Nach dem Schulbesuch studierte er Journalistik an der Stanford University und schloss dieses Studium mit einem Bachelor of Arts (B.A. Journalism) ab. Während des Zweiten Weltkrieges leistete er seinen Militärdienst in der US Army. Später war er von 1954 bis 1959 als Reporter bei der Tageszeitung The New York Times tätig.
1959 veröffentlichte er mit Advise and Consent seinen Debütroman und erhielt für diesen 1960 den Pulitzer-Preis für Romane. Dieser wurde 1962 von Otto Preminger mit einem Staraufgebot (Henry Fonda, Charles Laughton, Don Murray) verfilmt und erschien in den deutschen Kinos mit dem Titel Sturm über Washington und beschäftigt sich mit dem politischen Leben in Washington, D.C. und dem Senat der Vereinigten Staaten.
In der Folgezeit verfasste er zahlreiche weitere Romane wie A Shade of Difference (1962), Senate Journal, 1943–1945 (1963), Capable of Honor (1966), Preserve and Protect (1968), The Throne of Saturn (1971), The Promise of Joy (1975), A God Against the Gods (1976), Return to Thebes (1977), Anna Hastings (1977), The Hill of Summer (1981), A Thing of State (1995) und noch im Jahr seines Todes Public Men (1998). Daneben verfasste er auch Sachbücher wie A Very Strange Society (1967), eine Darstellung der Republik Südafrika zur Zeit der Apartheid.